# Komsomólskaya Pravda en Ucrania
Komsomólskaya Pravda en Ucrania (en ruso: Комсомольская правда в Украине, Komsomolʹskaya pravda v Ukraine; en ucraniano: Комсомольська правда в Україні, Komsomolʹsʹka pravda v Ukraïni) es un periódico ucraniano que se publica diariamente en Kiev, la capital de la nación. Se trata de un periódico en ruso con algunas ediciones regionales en idioma ucraniano.
En marzo de 2009, el periódico fue galardonado con el premio "Diario del año 2008".